# 파울 팁
파울 팁(Foul Tip)은 야구나 소프트볼에서 타자가 친 공이 바로 포수에게 잡힌 것을 말한다.

## 정의
이하의 투구가 파울 팁으로 인정된다.
- 타자가 친 공을(배트에 스친 공) 직접 포수가 손이나 미트로 잡을 때. (소프트볼에선 타자의 머리를 넘지 않는 낮은 타구를 포함한다.)
- 타자가 친 공이 포수의 손이나 미트에 닿고 나서, 직접 포수의 몸이나 방어구(마스크, 프로텍터 등)에 맞고 튕긴 공을 땅에 닿기 전에 포수가 잡았을 때.

다음의 경우는 파울 팁이 아닌 파울로 처리된다.
- 타자가 친 공이 포수의 손이나 미트로 날아갔지만 포수가 잡지 못하고 땅에 떨어트렸을 때.
- 타자가 친 공이 포수에게 날아가서 처음으로 손이나 미트가 아닌 몸, 방어구에 닿았을 때. 이 땐 공을 땅에 떨어지기 전에 잡아도 파울볼로 처리된다.

## 개요
파울 팁은 정규 스트라이크 1구이기 때문에 이것이 3번째 스트라이크인 경우 타자는 삼진아웃된다.
구심이 파울 팁을 판정한 경우는 일반 스트라이크와 마찬가지로 "스트라이크"를 콜한다. 또 구심은 파울 팁으로 판정한 것을 명확히 나타내기 위해 왼손을 주먹쥐고 오른손으로 주먹위를 가볍게 비비는 제스처를 취한다.
파울 팁은 일반 스트라이크와 같으므로 볼인플레이이다. (단, 슬로우피치 소프트볼에선 볼데드이다.) 따라서 진루해 있던 주자가 리터치를 하지 않고도 도루가 허용된다.

## 목적
파울 팁은 일반적인 플라이캐치와는 다른 취급을 받는데 이는 멀리서 보면 배트에 공이 스쳤는지 헛스윙인지 판단하기 어렵기 때문이다.
파울 팁과 캐쳐플라이는 처리가 다르다. 1루주자가 2루에 도루하는 순간과 캐쳐플라이가 동시에 이뤄지면 1루주자는 리터치의무에 의해 1루로 돌아가야만 아웃을 피할 수 있다. 만약 파울 팁을 캐처플라이와 똑같이 취급하면 도루 중인 주자가 헛스윙으로 오인하고 그대로 2루로 가버릴 가능성이 있다. 그러나 파울플라이볼이 잡혔으므로 주자는 리터치의무가 생기고 그에 따라 포수가 1루로 송구하면 주자는 어필아웃이 되기 때문에 주자에게 매우 불리하다.
야구에선 파울 팁과 캐쳐플라이의 명확한 기준이 없다. 이를테면 "공이 타자의 어깨높이를 넘어가면 캐쳐플라이"등 배트에 닿은 후 공이 어떻게 되느냐에 따라 플라이볼로 보는지 공식야구규칙에는 딱히 명기되어 있지 않다. 이 판단은 모두 심판의 재량에 달려있다.

## 실제 플레이
포수가 팁이 된 타구를 땅에 떨어트리면 파울볼이 된다. 파울볼이면 볼데드이므로 주자가 진루할 수 없다. 이 때문에 주자가 도루를 시도하려 할 때 포수가 팁된 타구를 잡은 후 송구해도 주자를 잡을 수 없다고 판단할 경우 고의로 공을 떨어트려 파울로 만드는 경우가 있다.